# Дамјан Кецојевић
Дамјан Кецојевић (Брчко, 10. април 1977) српски је позоришни, телевизијски и филмски глумац.
Студирао је глуму на Академији уметности „Браћа Карић”, где је и радио као асистент на предмету сценског покрета. Први пут на филму појавио се 2007. године, а најзначајније улоге играо је у филмовима Хадерсфилд као Игор и у филму Добра жена као гост у студију, а значајну улогу остварио је и у ТВ серији Заборављени умови Србије, где је тумачио улогу Илије, службеног лица и улогу младог Јована Радоњића.

## Биографија
Рођен је 10. априла 1977. године у Брчком у СР Босни и Херцеговини. Завршио је Академију уметности „Браћа Карић”, у класи професора Петра Банићевића. Након завршетка факултета, на истом добија посао асистента на предмету сценског покрета. Похађао је курс савременог плеса, Александар технику и импровизацију, као и цугигнам технику плеса. Семинар физичког театра завршио је у Берлину у КИМ театру. Током једног семестра био је предавач сценског покрета као ванредни професор на Универзитету уметности у Београду.
Члан је Малог позоришта Душко Радовић, а глумио је и у Југословенском драмском позоришту и у дечијем Позоришту Пуж.

## Филмска каријера
Прву улогу на филму остварио је 2007. године у филму Хадерсфилд, где је тумачио лик Игора, школског другара Дулета (Војин Ћетковић) и Ивана (Небојша Глоговац) који већ дуго живи у граду. Хадерсфилду. Након успешне улоге у филму Хадерсфилд, који је освојио велики број награда, Дамјан 2007. године добија улогу у кратком филму Едина, где тумачи улогу Марка. Године 2008. тумачи улоге у ТВ серији Заборављени умови Србије, као Илија, службено лице и у улози младог Јована Радоњића. Исте, 2008. године појављује се у две епизоде ТВ серије Последња аудијенција, као судија.
Након осам година паузе Дамјан се опет појављује у свету филма, где 2016. године добија улогу у играном филму Добра жена, где је тумачио госта у студију. Године 2017. глумио је у кратком филму Последњи запис Леонида Шејке, а 2018. године добио је улогу Пеђе у ТВ серији Пет. Током 2019. године имао је малу улогу француског чиновника у ТВ серији Ујка — нови хоризонти, као и улогу роштиљџије Радета у серији Преживети Београд.

## Филмографија
| Год.   | Назив                                      | Улога                                      |
| ------ | ------------------------------------------ | ------------------------------------------ |
| 2000-е |                                            |                                            |
| 2007.  | Хадерсфилд                                 | Игор                                       |
| 2007.  | Едина (кратки филм)                        | Марко                                      |
| 2008.  | Заборављени умови Србије (ТВ серија)       | Илија, службено лице и млади Јован Радонић |
| 2008.  | Последња аудијенција                       | судија                                     |
| 2010-е |                                            |                                            |
| 2016.  | Добра жена                                 | гост у студију 2                           |
| 2017.  | Последњи запис Леонида Шејке (кратки филм) |                                            |
| 2018.  | Пет (ТВ серија)                            | Пеђа                                       |
| 2019.  | Ујка — нови хоризонти (ТВ серија)          | француски чиновник                         |
| 2019.  | Преживети Београд (ТВ серија)              | роштиљџија Раде                            |
| 2020-е |                                            |                                            |
| 2021.  | Александар од Југославије (ТВ серија)      | Грегор Жерјав                              |
| 2021.  | Азбука нашег живота (ТВ серија)            | Грга                                       |
| 2023.  | Троје                                      | Александар                                 |
| 2023.  | Што се боре мисли моје                     | Јаша                                       |

## Позориште
Стални члан Малог позоришта Душко Радовић постао је 2011. године, а крајем 2012. године био је в. д. управник овог позоришта.
У свом матичном, Малом позоришту Душко Радовић глумио је у представама Књига лутања, Мачак у чизмама, Поп Ћира и поп Спира, Чудне љубави, Миљаковац, то јест Нови Зеланд, Оливер Твист, Капетан Џон Пиплфокс, Андерсенови кувари, Степа и Цар је го! У Југословенском драмском позоришту глумио је у представама Хадерсфилд (Игор), Розенкранц (Хамлет), Лете (Ругоба), Сплит (За сада нигде) и Буђење пролећа (Мелхиор), док је у Позоришту Пуж глумио у дечјим представама.
Био је задужен за сценски покрет у великом броју представа, као што су : Моби дик, Призори егзекуције, 39 степеника, Сан летње ноћи и у многим другим.

## Награде
- Награда за најбољег глумца на Луткарским сусретима у Нишу (2008)[4]
- Награда за глумачко остварење у представи Степа (2008)
- Годишња награда Малог позоришта Душко Радовић (2008)
- Годишња награда Малог позоришта Душко Радовић за сценски покрет у представи Оливер Твист (2009)
- Годишња награда Малог позоришта Душко Радовић за улогу Мелхиора у представи Буђење пролећа (2010)
- Годишња награда Малог позоришта Душко Радовић за ауторски рад Вертер - шта све можеш кад си сам (2011)